# Araneus guttulatus
Araneus guttulatus es una especie de araña del género Araneus, tribu Araneini, familia Araneidae. Fue descrita científicamente por Walckenaer en 1841.
Se distribuye por Canadá y Estados Unidos. La especie se mantiene activa durante los meses de marzo, abril, mayo, junio, julio, agosto, septiembre, octubre y diciembre.